# National Rail
National Rail — коммерческое обозначение, используемое Ассоциацией железнодорожных транспортных компаний Великобритании (Association of Train Operating Companies), в качестве общего названия для около 20 частных пассажирских железнодорожных перевозчиков страны. После приватизации British Rail, его логотип был подвергнут редизайну в текстовой части, однако основной знак был сохранен, что позволило избежать замены вывесок по всей Великобритании, а также уменьшило путаницу пассажиров при ориентировании. Все компании ассоциации используют билеты единого образца.

## Ассоциация и её функции
Частные железнодорожные операторы получают от государства на определенный срок франшизу, которая позволяет им осуществлять перевозки пассажиров, используя сеть железных дорог Великобритании. Ассоциация железнодорожных транспортных компаний — это торговое объединение, выступающее в интересах частных перевозчиков и осуществляющее ряд базовых общих функций, включая предоставление справочной информации по всей сети железнодорожных операторов. Ассоциация также занимается вопросами распределения доходов от продажи билетов между операторами и программой для персонала железнодорожных компаний, предоставляющей им различные льготы при путешествиях по железной дороге. При этом Ассоциация не составляет национальное расписание, этот вопрос находится в компетенции железнодорожного регулятора (англ. Office of Rail Regulation) и Network Rail.

### Список компаний ассоциации[3]
- Arriva Trains Wales
- c2c
- Chiltern Railways
- CrossCountry
- East Coast
- East Midlands Trains
- Eurostar
- First Capital Connect
- First Great Western
- First Hull Trains
- First ScotRail
- First TransPennine Express
- Grand Central Railway
- Greater Anglia
- Heathrow Connect
- Heathrow Express
- London Midland
- London Overground
- Merseyrail
- Northern Rail
- North Yorkshire Moors Railway
- Southeastern
- Southern
- South West Trains
- Virgin Trains
- West Coast Railway Company

## Дизайн и маркетинг
После приватизации British Rail единый стандарт оформления железнодорожных станций и маркетинговых материалов ушёл в прошлое. Каждая транспортная компания имеет право самостоятельно выбирать дизайн своих маркетинговых материалов, знаков, маркировки и пр.
Однако National Rail продолжает использовать известный знак British Rail, разработанный Джеральдом Барни (англ. Gerald Burney), — две стрелки, направленные в противоположные стороны. Этот знак был инкорпорирован в логотип National Rail и изображается на билетах, веб-сайте National Rail и в других открытих источниках. Интеллектуальные права на название National Rail и сопровождающий его знак с двумя стрелками принадлежат Министру транспорта Великобритании (англ. Secretary of State for Transport).
Хотя транспортные компании конкурируют между собой за получение франшизы, а также за пассажиров на маршрутах, по которым осуществляют перевозки несколько операторов сразу, слоганом National Rail является фраза «Британские железнодорожные компании — работаем вместе».

## Принцип единого билета
Все перевозчики National Rail реализуют билеты единого образца, этот подход сохранился в наследство от British Rail. Билет прямого сообщения можно приобрести между любыми двумя станциями железнодорожной сети в любой билетной кассе или автомате по продаже билетов. В большинстве случаев приобретенный билет будет принят любым из железнодорожных операторов, осуществляющих перевозку по указанному в билете маршруту. Однако, на некоторых направлениях отдельные операторы предлагают специальные билеты, действительные только при проезде поездами данного оператора. Такие билеты, как правило, дешевле, чем универсальные, позволяющие воспользоваться услугами любого оператора на маршруте.
Также доступны единые билеты, дающие право проезда по маршруту, часть которого обслуживают экспресс-поезда до аэропорта Хитроу, а также билеты, дающие право проезда в лондонском метро, хотя эти перевозки осуществляются транспортными компаниями, не входящими в сеть National Rail. В черте Большого Лондона проезд в поездах сети National Rail может быть оплачен с использованием лондонской предоплатной транспортной карты Ойстер (англ. Oyster).
Пассажиры при посадке в поезд на станции, где предусмотрена возможность для покупки билета, обязаны оплатить полную стоимость билета в один конец или билета туда и обратно до начала поездки. На некоторых маршрутах предусмотрена так называемая штрафная оплата проезда - уполномоченный инспектор имеет право взыскать с безбилетного пассажира стоимость проезда по тарифу, превышающему стандартный. Штрафная оплата проезда составляет 20 фунтов стерлингов либо удвоенную полную стоимость билета в один конец до следующей остановки, в зависимости от того, какая из этих сумм больше.